# Mya Diamond
Mya Diamond (születési nevén Koroknai Júlia, 1981. április 11., Marcali) magyar pornószínésznő, modell.

## Élete
Marcali városában született. Egy húga és egy öccse van, húga 17 évvel fiatalabb nála.
Iskolás évei során leginkább a nyelvek érdekelték. Kedvenc nyelvei az angol és a német voltak, így 14 éves korában letette a középfokú nyelvvizsgát.
Az iskola elvégzése után egyetemen kezdett tanulni, közben egy szállodában is dolgozott. Részidős munkaként modellkedett is. Pár hónappal később ajánlatot kapott, hogy dolgozzon a pornóiparban.
2005-ben a FHM férfimagazin a "világ 100 legszexisebb nője" közé válogatta.
2011-ben feleségül ment a sztriptíztáncos Fabrice Kenzóhoz.

## Filmográfia
Részleges filmográfiája:
- Men Only's Room Service
- Harder They Cum 2
- First Class Euro Sluts 2
- Sluts from Abroad
- Salad Eating Sluts
- Pleasures of the Flesh 10
- Black Label 36: Private Chateau 1
- Anal Empire 1
- Double Delight 3
- Private Gold 81: Porn Wars 1
- Dirty Wicked Bitches 1
- I Was a Fetish Whore 1
- Fuck That Bitch
- Dirty Sex in the City
- Make Me Cum Please 1

## Díjai
- 2005: Ninfa-díj: Legjobb színésznő[6] a Sex Angels című filmben (jelölés)
- 2006: Ninfa-díj: Legjobb színésznő[7] a Sex Angels 2 című filmben (megnyerte)
- 2007: AVN Awards Az év külföldi női előadója[8] (jelölés)
- 2007: AVN Awards - Legjobb csoportos szex jelenet - az Emperor című filmben[8] (jelölés)
- 2007: AVN Awards - A legjobb szex jelenet egy külföldi produkcióban - a Sex Angels 2 című filmben[8] (jelölés)